# Надпорожский, Лев Иванович
Лев Иванович Надпорожский (1922—2000) — Герой Социалистического Труда. Директор Комбината «Электрохимприбор» МСМ СССР.

## Биография
Pодился 5 марта 1922 года в городе Белозерск Череповецкого уезда Новгородской губернии, ныне Вологодской области. В 1924 году с семьёй переехал в Ленинград (ныне  Санкт-Петербург). Там окончил среднюю школу № 222 (б. Петришуле) в 1939 году, поступил в Ленинградский электротехнический институт имени В.И. Ленина.
В октябре 1940 года был призван Октябрьским районным военкоматом города Ленинграда в Красную Армию, служил в Закавказском военном округе. На фронтах Великой Отечественной войны с августа 1942 года, воевал на Северо-Кавказском фронте, в Отдельной Приморской армии. Старший дальнометрист 279-го отдельного зенитного дивизиона 20-й горнострелковой дивизии ефрейтор Надпорожский  участник битвы за Кавказ, Новороссийско-Таманской и Крымской наступательных операций. К августу 1943 года по его входным данным зенитный взвод, в котором он служил, сбил 8 самолётов противника. С мая 1944 года – комсорг стрелкового батальона 67-го стрелкового полка в 20-й стрелковой дивизии на 1-м Белорусском фронте. В июле 1944 года в наступательных боях Белорусской стратегической операции был тяжело ранен, почти 5 месяцев находился на излечении. В августе 1945 года демобилизован.
Продолжил учёбу в Ленинградском электротехническом институте, окончил его в 1950 году по специальности «автоматика и телемеханика».
с 1950 г. – на комбинате «Электрохимприбор» (г. Свердловск-45, ныне г. Лесной): начальник смены завода, начальник технического, производственно-технического отделов, начальник цеха, заместитель главного инженера, главный инженер; в 1971–1978 гг. – директор завода (комбината); в 1979–1997 гг. – в Министерстве среднего машиностроения (г. Москва): заместитель начальника 6-го Главного Управления (ГУ), руководитель специального сектора 6-го ГУ, начальник общетехнического и конверсионного отдела Департамента производства ядерных боеприпасов Министерства атомной энергии и промышленности РФ.
Внес вклад в освоение и серийный выпуск многих видов ядерного оружия, способствовал укреплению обороноспособности страны. Под его руководством осуществлены крупные технические мероприятия по внедрению новой техники и технологии, проведена реконструкция действующих и организованы новые производства, внедрена автоматизированная система управления качеством продукции, значительно ускорились темпы освоения ядерного оружия практически для всех видов Вооруженных сил страны.

## Награды
Герой Социалистического Труда (1976). Лауреат Государственной премии СССР (1967). Награждён орденами Ленина (1966, 1971, 1976), Отечественной войны I степени, «Знак Почёта» (1960), медалями «За отвагу» (дважды), др. медалями. Почётный гражданин города Лесного.